# Eidgenössische Volksinitiative «Raum für Mensch und Natur (Landschaftsinitiative)»
Die eidgenössische Volksinitiative «Raum für Mensch und Natur (Landschaftsinitiative)» (kurz: Landschaftsinitiative) fordert die Revision des Raumplanungsartikels in der schweizerischen Bundesverfassung. Die Initianten machen in der kontinuierlichen Zersiedelung der Schweiz und dem damit einhergehenden Verlust an Kulturland ein grosses Problem aus, dem durch die Einführung griffiger Raumplanungsinstrumente begegnet werden soll.
Die Initiative fordert, dass Bund und Kantone gemeinsam für einen haushälterischen Umgang mit dem Boden sorgen, dass Bau- und Nichtbaugebiete klar getrennt werden, das Kulturland geschützt wird, und dass eine hochwertige Siedlungsentwicklung nach innen gefördert wird. Konkret fordert die Initiative, dass die Gesamtfläche der Bauzonen in der Schweiz während 20 Jahren nicht vergrössert wird.

## Initiativtext
I Die Bundesverfassung vom 18. April 1999 wird wie folgt geändert:

Art. 75 Raumplanung
1 Bund und Kantone sorgen für die zweckmässige und haushälterische Nutzung des Bodens, die geordnete Besiedlung des Landes, die Trennung des Baugebiets vom Nichtbaugebiet und den Schutz des Kulturlandes. Sie berücksichtigen bei der Erfüllung ihrer Aufgaben die Erfordernisse der Raumplanung.
2 Der Bund legt Grundsätze der Raumplanung fest. Er erlässt Bestimmungen, insbesondere für eine hochwertige Siedlungsentwicklung nach innen und zur Begrenzung des Bauens im Nichtbaugebiet. Er fördert und koordiniert die Raumplanung der Kantone.
3 Aufgehoben
II Die Übergangsbestimmungen der Bundesverfassung werden wie folgt ergänzt:

Art. 197 Ziff. 8 (neu)

8. Übergangsbestimmung zu Art. 75 (Raumplanung)
Nach Annahme von Artikel 75 darf die Gesamtfläche der Bauzonen während 20 Jahren nicht vergrössert werden. Der Bundesrat kann in begründeten Fällen Ausnahmen gewähren.

## Initiativkomitee
Als Trägerin der Landschaftsinitiative wurde der Verein «Ja zur Landschaftsinitiative» gegründet. Der Verein bezweckt die Unterstützung der Landschaftsinitiative sowie die Förderung einer nachhaltigen Raumplanung in der Schweiz. Gründungsmitglieder sind folgende 16 Organisationen:Aktionskomitee Galmiz, Aqua Viva, Ärztinnen und Ärzte für den Umweltschutz, Bio-Suisse, Greenpeace, Grüne Partei der Schweiz, Hausverein Schweiz, Pro Natura, Rheinaubund, Schweizerische Greina-Stiftung, Schweizer Heimatschutz, Schweizer Vogelschutz SVS/BirdLife Schweiz!, Stiftung Landschaftsschutz Schweiz, Verkehrs-Club der Schweiz (VCS), Vereinigung zum Schutz kleiner und mittlerer Bauern (VKMB), WWF Schweiz. Der formellen Urheberschaft, dem Initiativkomitee, gehören eidgenössische Parlamentarier und Parlamentarierinnen aus den Parteien SP, Grüne, CVP und EVP an.

## Unterschriftensammlung und Einreichung
Am 10. Juli 2007 wurde die Landschaftsinitiative im Bundesblatt (BBl 2007 4965) veröffentlicht und mit der Unterschriftensammlung begonnen. Die Frist für die Sammlung der notwendigen 100’000 beglaubigten Unterschriften Schweizer Stimmberechtigter wäre bis zum 10. Januar 2009 gelaufen, das Initiativskomitee hat jedoch 110’044 beglaubigte Unterschriften bereits am 14. August 2008 bei der Bundeskanzlei eingereicht.

## Botschaft des Bundesrates und Behandlung im Parlament
Am 21. Januar 2010 verabschiedete der Bundesrat seine Botschaft ans Parlament. Er empfahl die Volksinitiative zur Ablehnung und legte einen indirekten Gegenvorschlag in Form einer Revision des Raumplanungsgesetzes vor. Er hielt fest: «Das berechtigte Anliegen der Initiative, die Zersiedelung zu stoppen und die Landschaft besser zu schützen, will er mit einer Teilrevision des Raumplanungsgesetzes erfüllen.»

## Rückzug
Die Volksinitiative wurde vom Initiativkomitee am 26. Juni 2012 zu Gunsten des indirekten Gegenvorschlags (Revision Raumplanungsgesetz) bedingt zurückgezogen und am 30. April 2013, nach Annahme des revidierten Raumplanungsgesetzes, zurückgezogen.